# Koetari
Der Koetari ist der ca. 100 km lange linke Quellfluss des Coeroeni an der Grenze zwischen Suriname und Guyana.

## Flussverlauf
Der Koetari entspringt im Tumuk-Humak-Gebirge auf einer Höhe von etwa 450 m am Dreiländereck von Brasilien, Suriname und Guyana. Der Koetari fließt in überwiegend nordwestlicher Richtung. Circa 20 km westlich von dem Dorf Kwamalasamutu trifft er auf den von Osten heranströmenden Sipaliwini. Bei Flusskilometer 7 mündet der Aramatau, der bedeutendste Nebenfluss, von links in den Koetari.

## Politik
Das Gebiet westlich des Koetari und des Coeroeni, auch als Tigri-Gebiet bekannt, wird auch von Suriname beansprucht.